# Casiterita
La casiterita es la forma mineral del óxido de estaño (IV), SnO2.
Su nombre proviene bien de la palabra griega para el estaño, kassiteros, o bien del término Cassiterides, utilizado en época prerromana para designar ciertas islas de Europa occidental; actualmente se piensa que dichas islas podrían hacer referencia a la península ibérica.
La casiterita forma parte de lo que se conoce como minerales de conflicto. Los cuatro minerales de conflicto más habituales conocidos como los 3TG por las siglas de los minerales en inglés: tin (casiterita), tungsten (wolframita), tantalum (coltán) y gold (mineral de oro).

## Propiedades
La casiterita puede ser parda, negra parduzca, incolora, verde o gris. De brillo adamantino, puede ser transparente, translúcida u opaca.
Con luz transmita es entre incolora y parda, aunque también anaranjada, amarilla o verde; con luz reflejada muestra coloración gris clara, con reflexiones internas de blancas a pardas.
Su dureza es entre 6 y 7 en la escala de Mohs y su densidad está comprendida entre 6,98 y 7,01 g/cm³. Es frágil y resistente a los ácidos.
Cristaliza en el sistema tetragonal, clase ditetragonal dipiramidal (4/m 2/m 2/m).
Es miembro del grupo mineralógico del rutilo (TiO2), minerales óxidos de fórmula M4+O2 que cristalizan en el sistema tetragonal.
La casiterita suele contener un 79 % de estaño y un 21,4 % de oxígeno, además de hierro, niobio y tántalo.

## Morfología y formación
Aparece en cristales prismáticos gruesos bien desarrollados, frecuentemente rematados con pirámides inclinadas; su tamaño puede alcanzar los 10 cm. Asimismo, son muy comunes formando macla en {011}, tanto de contacto como de penetración.
Con menos frecuencia se dan el llamado «estaño acicular», cristales finos en forma de aguja, y el «estaño leñoso», de aspecto parecido a la madera. En cambio, es habitual su morfología como gránulos globulares sueltos («estaño de placer»).
Este mineral se encuentra en vetas hidrotermales de temperarura media-alta, así como en greisenes, granitos, pegmatitas graníticas —asociado a la fase tardía de la cristalización granítica (neumatolisis)— y riolitas. También es mineral sedimentario en placeres.
Suele presentarse asociado a cuarzo, moscovita, wolframita, turmalina, topacio, fluorita, scheelita, lepidolita, arsenopirita, bismuto y molibdenita.

## Usos
La casiterita es un mineral fundamental para la obtención de estaño, que, a su vez, es empleado en aleación con el cobre para obtener bronce. Dado que, al alearse con otros metales, provoca un descenso considerable del punto de fusión (a veces, poco más de 200° C), es muy práctico en materiales de soldadura y en pigmentos cerámicos. Además, gracias a su extraordinaria resistencia a la degradación ambiental es muy usado en cubiertas anticorrosivas.
Forma parte del grupo de minerales de conflicto llamado 3TG, compuesto por la casierita, la wolframita, el coltán y el oro. Este grupo de minerales es más conocido por las siglas en inglés de sus metales derivados más utilizados: tin (estaño), tungsten (tungsteno), tantalio (tántalo) y gold (oro). Tanto los minerales como los metales derivados son recursos críticos para las industrias como la electrónica, la automotriz o la aviación; y son regulados por legislaciones de alcance internacional como la ley estadounidense Dodd Frank (sección 1502) o la Regulación de los Mienerales de Conflicto de la UE debido a que en numerosas ocasiones estos minerales se extraen en zonas de conflicto y sirven para financiar y perpetuar estos conflictos.

## Yacimientos

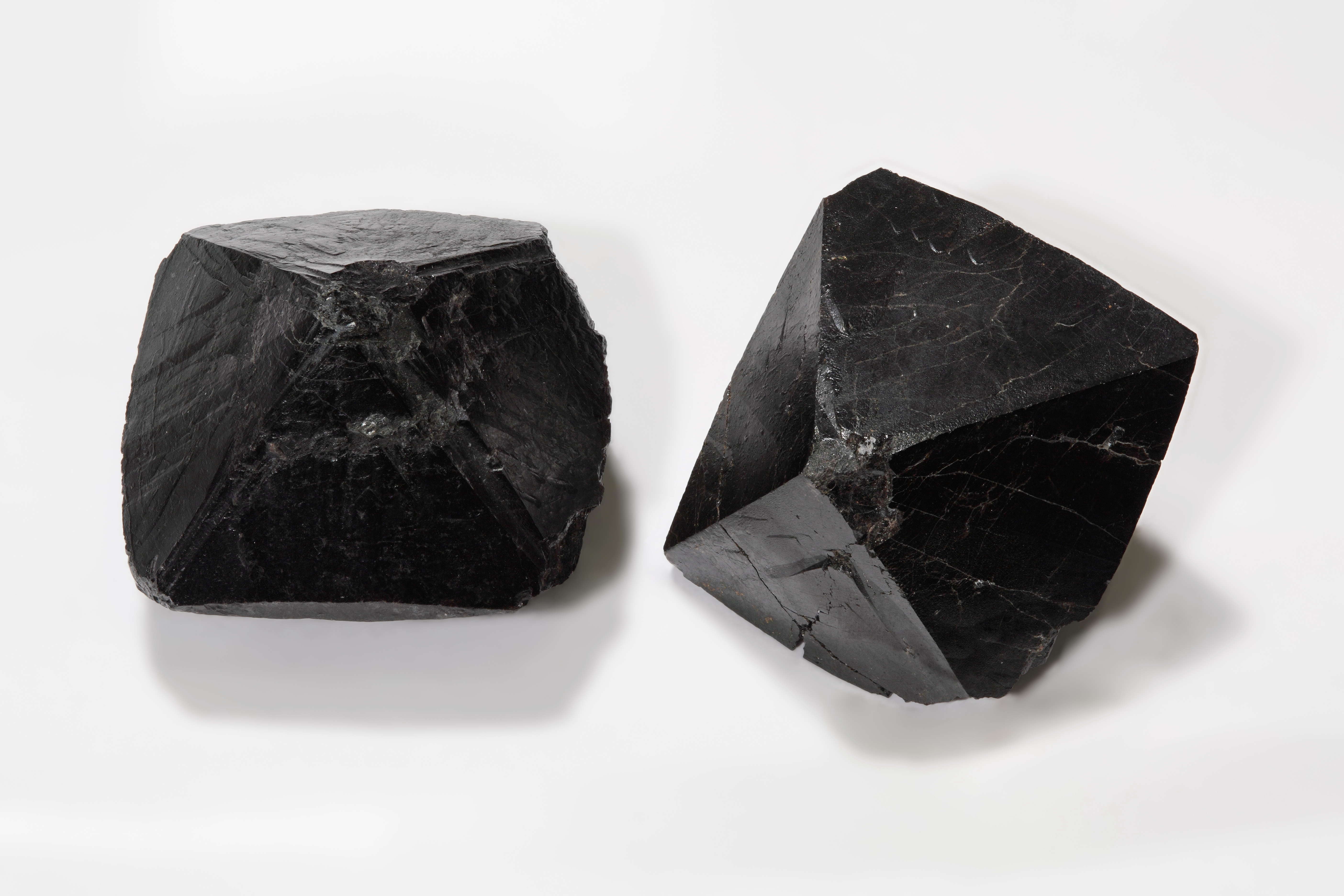
Bipirámides de casiterita procedentes de Sichuan (China)

Generalmente hay dos clases de yacimientos de este mineral. Los más productivos son los que se forman en profundos procesos geológicos de deposición, como las intrusiones graníticas, en las que la casiterita aparece incrustada en rocas duras tales como cuarzos o pegmatitas. El segundo tipo de yacimientos es el resultado de la sedimentación fluvial en la que los nódulos de casiterita, por su propio peso, se asientan en los lechos de los ríos por efectos mecánicos (el 8 % de la producción mundial procede de este segundo tipo de yacimientos).
En Europa son legendarios los yacimientos de Cornualles, explotados desde la Prehistoria, por lo que a menudo se ha pensado en identificar las islas británicas con las Casitérides [«Cassitérides»] de las fuentes clásicas.
Otros depósitos importantes son los de Altenberg, Marienberg y Johanngeorgenstadt (Sajonia, Alemania), Horní Slavkov (región de Karlovy Vary, República Checa), Morbihan (Bretaña, Francia), así como Panasqueira (Castelo Branco) y Cabreiros (Aveiro, Portugal).
Dentro de España, este mineral está muy diseminado por toda Galicia, siendo algunas de los emplazamientos más importantes Santa Comba y Carballo (La Coruña), donde acompañan a wolframita; los mejores ejemplares proceden de Celanova (Orense), donde hay cristales octaédricos sencillos y maclas. Recientemente se ha descubierto en la faja pirítica ibérica un yacimiento de sulfuros masivos con presencia de importantes recursos de casiterita.
Por otra parte, se han encontrado grandes cristales en Ferros (Minas Gerais, Brasil). Hay también buenos cristales en Bolivia, en las localidades de Oruro, Potosí y Llallagua.
A nivel económico, son importantes los placeres de las islas Bangka y Belitung (Indonesia).
Sin embargo, la República Popular China posee la mayor concentración del mundo de este mineral, en la región de Yunnan, siendo responsable de más de la mitad de la producción mundial.